# Cracked (magazine)
Cracked  est un magazine comique américain à parution mensuelle. Fondé en 1958, Cracked (littéralement : Fêlé) s'est avéré être la plus pérenne des nombreuses publications à être lancées à la suite du magazine Mad, dans un style identique,.
Dans sa version magazine papier, Cracked a ouvertement copié le style et la maquette de Mad, et a même adopté comme mascotte le pendant d'Alfred E. Neuman : un personnage blond aux joues bouffies nommé Sylvester P. Smythe, concierge officiel du magazine. Un article de Cracked.com, version Web du journal, a dit ironiquement que le magazine n'a jamais été qu'une contrefaçon de Mad depuis plus de 50 ans et que ses principaux lecteurs sont ceux qui, rendus chez leur marchand de journaux qui n'avaient pas ou plus d'exemplaires de Mad en stock, ont acheté alors ce magazine faute de mieux.
Depuis la création du magazine, John Severin a été 45 ans durant son principal dessinateur, ainsi que le réalisateur de la majorité des couvertures.
La fréquence de publication de Cracked s'est réduite dans les années 1990 et a été irrégulière dans les années 2000. En 2006, le magazine a été relancé avec une nouvelle formule de rédaction qui s'est éloignée du style de Mad. Le nouveau format était plus apparenté aux magazines masculins, comme Maximal et FHM. La nouvelle formule, cependant, a échoué et Cracked a de nouveau arrêté sa publication sous la forme de magazine papier en février 2007, après trois numéros. Plus tard dans la même année, la marque a été transférée au site web  www.cracked.com, appartenant à la société Demand Media.

## Les débuts
Le premier éditeur du magazine était Sol Brodsky, plus connu comme  compagnon artiste devenu directeur de la production, et comme vice-président de publication de Marvel Comics.
Major Publishing, dirigée par Robert C. Sproul, était la maison d'édition originale de Cracked. Elle imitait souvent les succès d'autres publications dans des genres divers, comme les westerns, les récits d'aventures, et a fait une reprise des comics d'horreur de Warren Publishing du milieu des années 1960.
Robert Sproul a publié Cracked dans les années 1980.
Le Rédacteur Terry Bisson se souvenait que « l'entreprise entière ne produisait que des pâles imitations. L'éditeur, Robert Sproul, voulait lancer des reprises de westerns, de romans d'amour et des magazines d'astrologie. J'ai été embauché à l'âge de 27 ans environ pour les rassembler parce que j'avais de l'expérience dans les magazines de romans d'amour. Ces « pseudomagazines » se sont bien vendus, considérant qu'ils occupaient un marché de bas de gamme. » Beaucoup de collaborateurs de Cracked auraient aussi travaillé sur ces titres. Un certain nombre de titres ayant pour thème les monstres ont été diffusés sous l'égide de Cracked, comme Fangoria ou Famous Monsters of Filmland.
Même au moment où l'entreprise était à la recherche des nouvelles tendances et nouveaux titres dans l'édition, son magazine vedette a toujours été Cracked Magazine, ou plus exactement Cracked Mazagine, comme on peut le lire sur les couvertures depuis le numéro 30, orthographiant incorrectement « magazine » de manière délibérée (dans la même veine, le site Web de « Cracked.com » était à l'origine sous-titré « wesbite »).

## Les artistes
Quelques dessinateurs et scénaristes notables ont figuré dans les pages de Cracked, en particulier John Severin. Severin était l'un des artistes présents à la création de Cracked. Il a produit énormément de bandes dessinées de guerre publiés pour EC Comics, ainsi que des BD westerns. Mais il deviendra finalement un illustrateur comique talentueux dans Cracked. Durant 45 ans, il a été le dessinateur de référence du magazine, illustrant fréquemment plusieurs articles dans un même numéro. Il a conçu la majeure partie des couvertures et en a illustré une grande partie (Bill Everett, lui, a surtout illustré les premières couvertures). En réagissant à la nécrologie de sa propre entreprise par Severin en 2012, le co-éditeur Kim Thompson de Fantagraphics a écrit : « Je ne crois pas être [le seul] à penser que Cracked se résume à un tas de bouses et à John Severin. »
Le magazine a aussi utilisé régulièrement les services de Bill Ward, dessinateur de pin-up et autres jolies filles, de Howard Nostrand, et des dessinateurs de strips comiques Don Orehek et Charles Rodrigues. Dans des années suivantes, le magazine a servi de vivier pour de futurs créateurs de magazine de bandes dessinées indépendants, comme Rick Altergott, Dan Clowes et Peter Bagge. Au cours d'une interview, Dan Clowes a fait part de son attitude ambigüe envers le magazine lors de sa jeunesse : « Personne n'a jamais été un fondu de Cracked. On aurait acheté Mad tous les mois, on était impatient d'en lire un nouveau après seulement une quinzaine de jours. On se disait, d'accord, on ne va tout de même pas acheter Cracked... non, plus jamais ! Et on tenait un moment, mais au fur et à mesure que le mois passait, ça finissait par : « Bon, je vais quand même acheter Cracked. » Et on le ramenait à la maison. Mais une fois arrivé, on se souvenait à quel point on détestait ce magazine ! »
D'autres dessinateurs et scénaristes ont collaboré au moins une fois au magazine, notamment des vétérans de Mad : Jack Davis, Will Elder, Al Jaffee et Basil Wolverton, ainsi que certains autres qui sont devenus par la suite des contributeurs de Mad, tels Jack Rickard, Angelo Torres, Bill Wray, Greg Theakston, Dennis Snee, Mike Snider, Dean Norman, Charlie Kadau, May Sakami et Tom Richmond. Steve Ditko et Gene Colan sont des contributeurs des Marvel Comics. Jack Kirby a participé une fois en 1960. Alors que le journal Cracked vivait ses dernières années, il a eu des difficultés à attirer et retenir des grands talents du niveau de ceux employés par Mad, magazine à plus grand tirage, car mieux payés par celui-ci. Tom Richmond, qui a dessiné 4 articles pour le journal, a écrit sur son site web qu'il n'était payé que 100 $ pour une page terminée, bien moins que ce qu'il a été rétribué pour son premier travail chez le concurrent Mad. Richmond s'est aussi plaint du brutal raccourcissement de son contrat à Cracked : « le Rédacteur Dick Kulpa a été très vexé de mon départ de Cracked pour rejoindre Mad... mais soyons sérieux, c'est comme si le champion d'un petit club de sport refusait l'appel à intégrer la fédération la plus prestigieuse du pays. Il n'y a pas eu besoin de réfléchir. ». Mike Snider, lui, a soumis un travail aux deux magazines, et s'est rendu chez Mad dès que celui-ci l'a accepté, alors que Cracked se l'était réservé auparavant. Snider a été obligé d'annuler sa soumission au magazine qui payait le moins. Un éditeur, qui a examiné une proposition de rachat de Cracked, a estimé que Mad était « unique dans son genre » et que « Cracked ne pouvait raisonnablement égaler le contenu de Mad. »

## Rubriques
Un numéro de Cracked comprenait en général deux parodies de films de cinéma ou de télévision illustrées par John Severin.
Le magazine avait aussi des articles en forme d'interviews avec comme personnage de l'intervieweuse Nanny Dickering, version blonde de Nancy Dickerson, présentatrice des informations à la radio puis à la télévision américaine, et qui était alors spécialisée dans les interviews et l'investigation. D'abord dessinée par Severin puis par d'autres dessinateurs, ce n'est qu'avec Bill Ward qu'elle trouve une version définitive en blonde, à partir de juillet 1974.
Une des rubriques dessinées douée d'une longue vie était Shut-Ups, série de gags en deux volets. Le premier volet montre un personnage faisant une remarque ou s'excusant. Dans le second volet, on lui demande brutalement de se taire (« shut up ! » signifie « ferme-la ! ») alors qu'on expose au lecteur la réalité de la situation.
D'autres planches ont connu un succès durable, comme Hudd & Dini (par Vic Martin), une bande comique racontant les ratages des plans d'évasion de deux prisonniers, ou comme Sagebrush, bédé western de John Severin. Certaines rubriques sont récurrentes, ainsi Ye Hang-Ups, The Talking Blob, Spies vs. Sabs (à l'origine : Saboteurs & Investigators) et, dans les années 1990, The Uggly Family par Daniel Clowes.

## Exportation deCrackedà l'étranger
Au milieu des années 1970, Cracked cherche à s'implanter dans les marchés internationaux de l'édition. En Grande-Bretagne, la version anglaise était Cracked British Edition, où les gags et les références de la version américaine ont été entièrement adaptés à la langue et à la culture populaire du pays. En Allemagne, il y a eu trois publications qui ont contenu des rééditions de Cracked. La première a été Kaputt qui a existé de 1974 à 1983, suivie de Stupid, parue de 1983 à 1984, et finalement de Panic. Tous ces magazines ont ajouté des éléments nouveaux à la traduction des numéros de Cracked américains. Les bandes dessinées et les rubriques ont souvent été mises en couleurs, en particulier dans le magazine Stupid, ou sinon imprimées avec une seule couleur ajoutée au noir et blanc d'origine. Les couvertures étaient modifiées, mais reprenaient souvent comme base des couvertures d'origine. Au Brésil, c'est la maison d'édition Editora Abril qui a publié le magazine sous le nom de Pancada, de 1979 jusqu'au milieu des années 1980. Le contenu du magazine a été adapté à la culture des Brésiliens. Ainsi, les partis américains des Démocrates et des Républicains ont été changés respectivement par les partis brésiliens ARENA et MDB. Les gags à propos du football américain sont transformés en gags sur le football brésilien. La plupart des couvertures d'origine ont été réutilisées, mais certaines ont été créées par des dessinateurs et illustrateurs brésiliens.
Enfin, deux essais de lancement ont été tentés vers les années 1990 en Australie.

## LeraidsurMad
En 1985, Mort Todd est devenu le rédacteur du magazine à 23 ans. En 1987, Cracked a fait des vagues dans l'industrie des comics en faisant apparemment un raid sur le dessinateur et scénariste Don Martin du concurrent Mad, qui y menait carrière depuis 32 ans,. Mais en réalité, Martin avait quitté Mad des mois auparavant en raison de litiges commerciaux avec la direction du magazine.
Don Martin a ainsi travaillé pour Cracked pendant environ six ans, et le magazine, comme pied-de-nez à son rival, l'a désigné comme « l'artiste le plus fêlé de Cracked » (« Cracked's Crackedest Artist »). Dans le même temps, Cracked a tenté de s'approprier aussi la signature de Mort Drucker, prestigieux dessinateur et caricaturiste de Mad, mais a échoué. Cependant, le magazine avait réussi à s'adjoindre Lou Silverstone, le collaborateur de longue date à Mad, comme rédacteur et scénariste. L'ancien rédacteur en chef adjoint de Mad, Jerry DeFuccio, a aussi travaillé à Cracked pendant une courte période.
Quoique les ventes de Cracked étaient toujours loin derrière ceux de Mad, le magazine Cracked a perduré plus de quatre décennies malgré les bas salaires de son équipe, et il a été choisi par les grands groupes de publication qui l'ont ajouté aux fonds des titres de base proposés aux distributeurs. Cracked a paru tous les mois pendant cette période alors que Mad était publié seulement 8 fois par an, captant ainsi les lecteurs des fans de Mad qui ne pouvaient pas attendre six semaines avant leur prochaine dose de rire.
Le magazine pouvait parfois contenir des cadeaux publicitaires accrocheurs à l'intérieur de ses pages, comme des illustrations à transférer sur T-shirt, des autocollants ou des cartes postales.
Dans les années 1990, Cracked a aussi profité de la déconfiture du journal National Lampoon, et a pris Andy Simmons comme rédacteur, ainsi que certains anciens collaborateurs du National Lampoon comme Ron Barrett, Randy Jones et Ed Subitzky. En 1995, Greg Grabianski a commencé sa carrière comme auteur et rédacteur en chef adjoint à Cracked (en écrivant de temps en temps sous le pseudonyme de Judd Stomp) avant de continuer d'écrire pour la TV et des projets de film, dont Beavis et Butthead et la franchise de Scary Movie.

## Succès et déclin
À son apogée, le tirage du magazine Cracked n'a été que le tiers de celui de Mad. Cependant, à son niveau le plus bas dans les années 2000, les ventes ont plongé entre 25000 et 35000 exemplaires bimestriel, soit un huitième du tirage de Mad par mois, ce dernier ayant aussi baissé ses ventes depuis le pic du milieu des années 1970 avec plus de deux millions d'exemplaires.
Vers fin 1999, la société mère de Cracked à cette époque, Globe Communications (l'éditeur du tabloïde national The Globe), a été vendu à American Media Inc., l'entreprise qui publie les tabloïdes The National Enquirer et Weekly World News. L'intérêt principal d'American Media dans l'accord était d'acquérir son rival, The Globe, et Cracked s'est retrouvé incidemment faire partie de la transaction. L'Auteur et rédacteur Barry Dutter a dit à ce propos : « une chose que vous devez comprendre est que American Media Inc. n'a jamais voulu acquérir le magazine Cracked, ce magazine faisait juste partie d'un lot solidaire de titres qu'ils ont acheté à Globe Communications. »
American Media a déplacé les opérations de Globe Communications de New York vers la Floride, où American Media avait son quartier général. En conséquence, les bureaux de Cracked ont déménagé en Floride en même temps. La plupart des rédacteurs et auteurs de longue date du magazine ne se sont pas déplacés en Floride pour autant, ce qui a augmenté la rotation du personnel de Cracked. Les rapports publiés indiquent que American Media Inc. ne s'était jamais intéressé dans le soutien du magazine, dont les ventes ne dépassaient guère les cinq chiffres, comparées à celles des tabloïdes qui représentaient plusieurs millions d'exemplaires vendus. De fait, la distribution de Cracked par American Media Inc. est devenue de plus en plus sporadique.
En 2000, American Media a vendu Cracked à l'un de ses anciens salariés de Weekly World News, Dick Kulpa, qui est devenu à la fois éditeur et rédacteur en chef de Cracked. Avec Kulpa, Cracked a souffert d'un financement insuffisant. Combiné à la distribution affaiblie de Cracked, les ventes ont continué de baisser dangereusement et Kulpa a été forcé de rendre le magazine bimestriel. Le rédacteur Peet Janes (BD Star Wars des éditions Dark Horse Comics), a brièvement rejoint l'équipe, mais les difficultés financières du magazine ont très rapidement mis fin à sa collaboration. Plus tard, à la suite d'une proposition de diminution de salaire importante, John Severin a quitté le magazine.
Cracked a pâti d'une des attaques à l'anthrax de 2001. Une lettre anonyme contenant de la « poudre d'anthrax » a été envoyée à American Media en septembre 2001, tuant un salarié. Les bureaux de Cracked étaient toujours dans leur bâtiment et ainsi l'équipe du magazine a dû être évacuée en même temps que d'autres équipes. Par la suite, les archives de l'entreprise, contenant les copies photographiques originales des numéros de 1958 à 2000 du magazine, ont dû être détruites en raison de la contamination. À cause de cette attaque, Kulpa n'a pu produire que quatre numéros durant l'année.
En 2004, de nouveaux rédacteurs, Scott Gosar et Marten Jallad, ainsi que le rédacteur publicitaire Mark Van Woert (sous la direction de Kulpa alors rédacteur en chef) ont essayé de relancer le magazine d'origine. Pour faire sa promotion, il a été fait appel au guitariste Rick Nielsen du groupe Cheap Trick, bombardé nouvel « éditeur » du magazine. Mais cette tentative n'a pas suscité l'intérêt escompté. Le numéro 365, qui met fin au magazine, a exposé comme sujet en couverture une « année d'élection ». La couverture a été créée par l'illustrateur de science-fiction Frank Kelly Freas. Il avait conçu beaucoup de couvertures pour Mad entre 1958 et 1962.

## Rachat du magazine et «renaissance» sur le Web
Au début de l'année 2005, Kulpa a vendu Cracked à Teshkeel Media Group, une fédération d'investisseurs arabes, asiatiques et américains, qui ont annoncé leur intention de reprendre Cracked avec une équipe de rédaction différente et changer complètement la formule. L'une des premières actions a été de nommer l'entrepreneur Monty Sarhan à la fois PDG et éditeur. L'auteur Neal Pollack a été nommé « rédacteur général » et l'ancien rédacteur Mort Todd a été nommé rédacteur contributeur. Cependant, Todd est rapidement parti, se plaignant au magazine de critique de BD The Comics Journal de problèmes de droit d'auteur et de faible rétribution. Todd a dit : « Après chaque visite aux bureaux, j'étais de plus en plus déprimé en voyant la direction que le magazine prenait. Comme cela a été largement rendu public, Cracked, au lieu de copier honteusement Mad, était en train de copier honteusement la formule de Maximal... Beaucoup de leurs idées comiques qu'ils trouvaient « révolutionnaires » sont les mêmes qui ont été ressassées pendant des décennies et celles que j'ai rejetées pour de bonnes raisons il y a 20 ans [en tant que rédacteur de Cracked ]. »
L'éditeur Sarhan lui a répondu :

« Mon impression de Mort [Todd] est qu'il était coincé dans une singularité temporelle, qu'il a voulu revivre ses jours de gloire où il collaborait au magazine Cracked et n'a pas compris ce que nous essayions de faire.... Un rédacteur contributeur est un travailleur indépendant avec qui nous avons une relation d'entreprise. C'est tout ce que ce titre signifie ici à Cracked. C'est une personne qui est un collaborateur régulier au magazine, mais il ne fait pas partie du personnel de Cracked... Mort renonce à être rédacteur contributeur parce qu'il a dit qu'il avait des projets dans le domaine de la télévision. À mon avis, il est resté au temps de l'ancien Cracked et n'a pas aimé être un travailleur indépendant, répondant à des rédacteurs beaucoup plus jeunes que lui à Cracked, et voir ses idées être régulièrement rejetées. Si vous savez que votre travail ne sera pas publié, pourquoi rester ?
N'importe quelle personne qui a passé cinq minutes sur le site web de Cracked sait que nous ne sommes pas un clone de Maximal. Dire que nous sommes la copie de Maximal est une affirmation grotesque. Nous nous concentrons sur l'humour et la comédie, pas les bimbos en bikinis. Oui, c'est vrai que nous nous alignons sur ce magazine masculin par certains aspects. Après tout, il a été lancé il y a plus de huit ans et il est bien parti pour devenir un des titres de magazine les plus renommés jamais parus. Qui ne voudrait pas d'un tel succès ? »

La nouvelle version du magazine Cracked était apparue finalement le 15 août 2006. Le premier numéro avait pris une voie radicalement différente de la forme précédente de Cracked, avec la réduction drastique des bandes dessinées comiques et de l'illustration en général, pour faire la part belle aux articles rédigés. Et il payait manifestement sa dette aux magazines masculins modernes comme Maximal, Stuff et FHM, bien que le site Web médiatique Gawker.com ait écrit : « Vraiment très peu de chose reste du Cracked d'avant - une parodie de Mad qui avait traversé cahin-caha presque un demi-siècle dans des incarnations diverses ».
Bien que l'on a dit que la nouvelle direction s'essayait à copier Maximal, et que la mise en page était effectivement très semblable, il était assez évident que c'est Spy qui a inspiré le nouveau Cracked.
Peter Carlson du Washington Post a « étrillé » cette nouvelle formule, passant en revue quelques articles du numéro et concluant par « Est-ce que vous vous marrez encore ? Moi non plus. » Peu après, Carlson a cité Michael J. Nelson de Cracked. Nelson avait imaginé un petit guide des pires films de comédie jamais réalisés, et il avait écrit dans son article que « Les mauvaises comédies sont ce qui existe de pire dans toute l'histoire de l'humanité. » Peter Carlson y a ajouté : « En lisant Cracked, vous comprendrez exactement ce qu'il a voulu dire. »
En février 2007, la publication papier du magazine s'est arrêté définitivement après seulement trois numéros, faute de succès. Le rédacteur Jay Pinkerton avait déclaré que la fin du magazine était due à des problèmes de distribution, et que le personnel restant devait concentrer ses efforts sur le site Web de Cracked, ainsi qu'à des projets (non spécifiés) de livre. Le site Web de l'entreprise, Cracked.com (en), a continué sur sa lancée et est devenu connu pour ses listes pleines d'humour et ses compilations, comme « Les 6 choses les plus ridicules que les gens revendiquent leur appartenir légalement » (« 6 Most Ridiculous Things People Claimed to Legally Own »). Un livre de compilation dans le même genre, You Might be a Zombie, and Other Bad News, a été publié en 2010.
L'histoire du magazine est relatée dans une œuvre en deux volumes : If You're Cracked, You're Happy, par Mark Arnold (première parution : juin 2011).